# Lakka (ö i Finland)
Lakka är en ö i Finland. Den ligger i Finska viken och i kommunen Kotka i den ekonomiska regionen  Kotka-Fredrikshamn i landskapet Kymmenedalen, i den södra delen av landet. Ön ligger omkring 23 kilometer söder om Kotka och omkring 120 kilometer öster om Helsingfors.
Öns area är 6 hektar och dess största längd är 370 meter i sydväst-nordöstlig riktning.